# Anders Hagelskjær
Anders Hagelskjær (født 16. Februar 1997) er en dansk fodboldspiller som siden 2025 har spillet for engelske Wycombe Wanderers F.C. som forsvarsspiller.
Efter et vellykket prøvetræningsophold i sommeren 2018 kom Anders Hagelskjær d. 23. juli 2018 på en kontrakt hos Silkeborg IF af tre års varighed. Forsvarsspilleren blev købt fri af sin kontrakt med Skive IK.